# Sint-Martinuskerk (Melden)

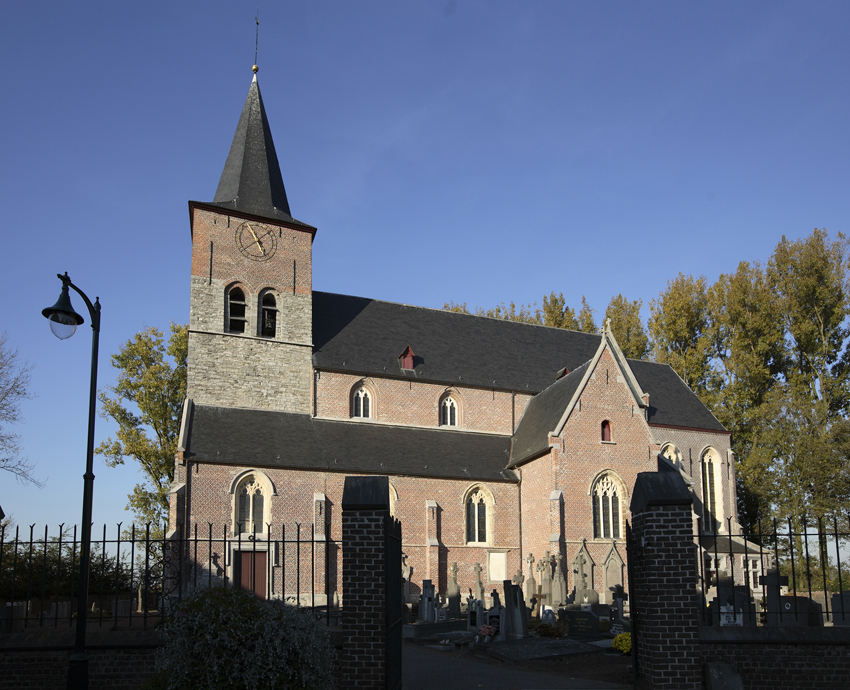
Sint-Martinuskerk

De Sint-Martinuskerk is de parochiekerk van de tot de Oost-Vlaamse gemeente Oudenaarde behorende plaats Melden, gelegen aan de Meldenstraat.

## Geschiedenis
Mogelijk was er in de 12e eeuw al een romaans kerkgebouw in Doornikse breuksteen. De huidige westtoren en delen van het muurwerk maken daar nog deel van uit. In de 16e eeuw werd de kerk door een gotisch gebouw vervangen en werd de toren met een geleding verhoogd.
In 1871 werd de kerk verbouwd en vergroot in neogotische trant naar ontwerp van Louis Minard. Daarbij werden koor en sacristie gesloopt en het schip verlengd.

## Gebouw
Het betreft een driebeukig basilicaal kerkgebouw met transept en ingebouwde westtoren. Het koor is driezijdig afgesloten. De drie benedenste geledingen van de toren zijn in Doornikse breuksteen. Ook de gevel van de noordelijke zijbeuk en de noordelijke transeptarm werden in dit materiaal gebouwd. De vierde geleding en de rest van het schip zijn in baksteen.

## Interieur
Een groot deel van het kerkmeubilair is neogotisch. Uit de 17e en 18e eeuw zijn drie schilderijen, waaronder een kruisoprichting die toegeschreven wordt aan Simon de Pape. Uit de 17e eeuw stammen een beschilderd stenen beeld van Sint-Marcus en een houten Christusbeeld.
De kuip van de biechtstoel is in Lodewijk XVI-stijl. Ook uit de 18e eeuw zijn twee biechtstoelen. Het orgel is einde 18e-eeuws, het werd gerenoveerd in 1909 en is afkomstig uit het Jezuïetenklooster van Oudenaarde.

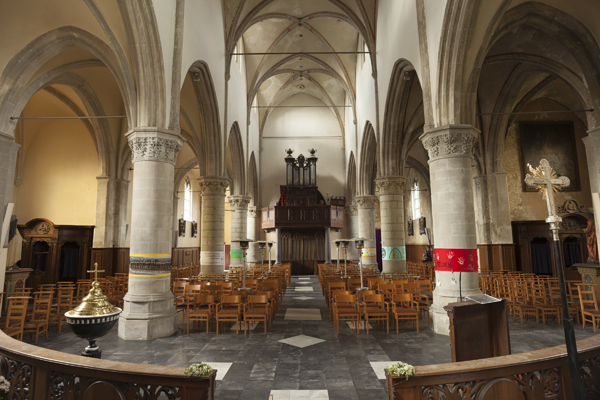
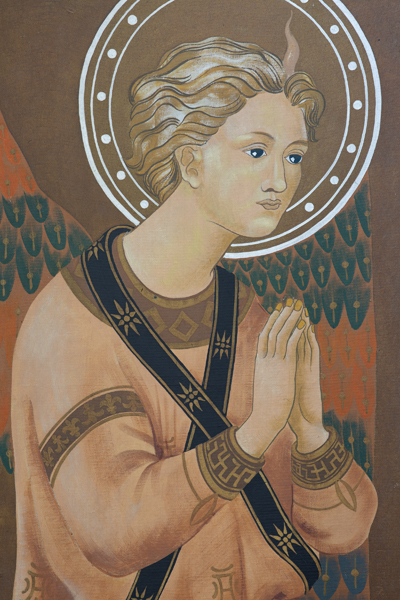
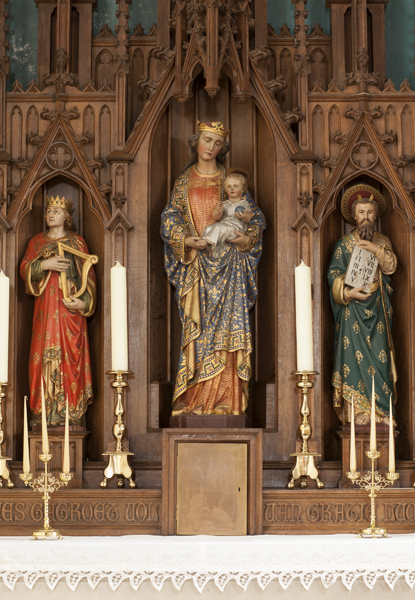
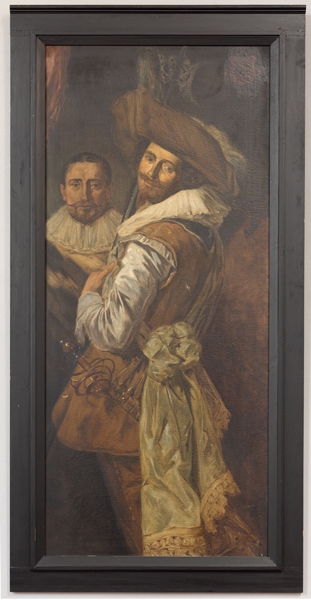
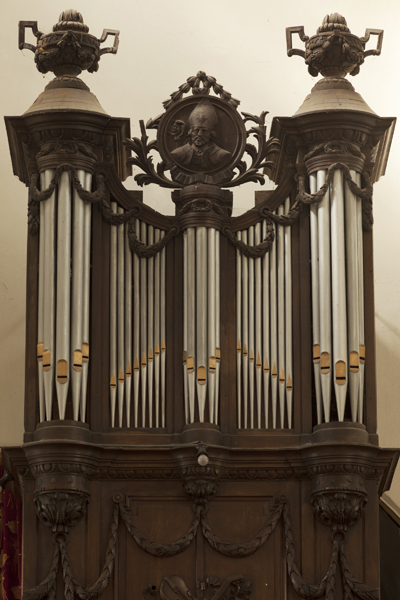